# Pnina Rosenblum
Pnina Rosenblum (Hebreeuws: פנינה רוזנבלום) (Petach Tikwa, 30 december 1954) is een Israëlische politica, zakenvrouw, filmactrice en zangeres. Zij heeft altijd goed gebruikgemaakt van haar glamoureuze uitstraling om zo veel mogelijk aandacht te genereren, wat haar een hele lijst aan bijnamen opleverde, variërend van De Blonde Messias tot De Borsten van de Natie.
Als zangeres kreeg ze al nationale bekendheid in 1983, bij het Kdam, het festival waarin de Israëlische inzending voor het Eurovisiesongfestival van dat jaar in München gekozen zou worden. Ze eindigde met twee punten als laatste van de dertien deelnemers (winnares was Ofra Haza) met een zwak liedje dat ze niet zo goed bracht, maar het optreden was zo hilarisch dat het legendarisch werd. Het wordt nog vaak geïmiteerd, vooral in de Israëlische homoscene.
Rosenblum was hierdoor wel zeer bekend geworden en kon zo vaak aan de slag als actrice, fotomodel en later als journaliste voor de krant Maariv. In 1989 begon zij haar eigen bedrijf in schoonheidsproducten, Rosenblum Ltd, dat zeer succesvol bleek.
In 1999 richtte ze de Pnina Rosenblum Partij (Tnufa) op om mee te doen aan de verkiezing voor de Knesset, met als belangrijkste punt een stevige oproep tot verdergaande vrouwenemancipatie in Israël. Verder lagen de standpunten vrij dicht bij het rechtse Likoed. Haar partij deed het goed in de peilingen maar haalde net niet de kiesdrempel van twee procent, maar haalde wel meer stemmen dan de Groene Partij. Hierna hief zij haar partij weer op en werd ze lid van Likoed, waarvoor ze op 10 december 2005 ter vervanging van Tzachi Hanegbi in de 16e Knesset kwam nadat veel Likoed-leden waren overgestapt naar het nieuwe Kadima. In maart 2006 raakte ze haar zetel echter weer kwijt nadat er weer nieuwe verkiezingen waren geweest.
In juli 2006 werd haar naam genoemd als een van de mogelijke deelnemers aan een reality show voor de Israëlische televisie, dat bekendheden zou volgen die met elkaar bezig waren met het bouwen van een traditionele kibboets.

## Persoonlijk
Pnina Rosenblum heeft zowel Duits- als Irakees-Joodse wortels. Haar huwelijksleven kende bijzondere wendingen. Begin jaren negentig trad ze in het huwelijk en adopteerde met haar echtgenoot twee kinderen. Nadat de echtelijke verbintenis was gestrand, hertrouwde ze met haar ex-man om later wederom van hem te scheiden. Heden ten dage is ze met een Israëlische zakenman in de echt verbonden.
- Gemeinsame Normdatei: 123675308
- International Standard Name Identifier: 0000 0004 2449 7373
- Library of Congress Control Number: n85299780
- MusicBrainz: 6da0dc6c-ff25-487f-aef7-4b735d6daec5
- Nationale Bibliotheek van Israël: 987007499221405171
- Virtual International Authority File: 33451852
- WorldCat: E39PBJx4vbCMv3rWdmDBM789jC